# Ґаліматьяс, або Ґоґель-моґель 2
«Ґаліматьяс, або Ґоґель-моґель 2» (пол. Galimatias, czyli kogel-mogel II) — польський комедійний фільм 1989 року режисера Романа Залуського. Це друга частина серії кінокомедій, започаткованої фільмом «Ґоґель-моґель» (1988). Прем'єра фільму в Польщі відбулася 20 листопада 1989 року.

## Сюжет
Кася і Павел, одружившись, живуть у селі Бжузьки, що за 10 кілометрів від Ґрабова. Кася хоче повернутися до педагогіки, тому поки що не хоче мати дітей. Павел оголошує, що хоче відійти від традиційного сільського господарства і зосередитися на спеціалізованому розведенні овець, що викликає сімейну суперечку. Батьки Касі з нетерпінням чекають на народження онуків. Ситуація ще більше ускладнюється, коли до Ґрабова приїжджає подружжя Воланських. Вони пропонують допомогти Касі повернутися до університету, але натомість Кася повинна доглядати за маленьким Пйотром, оскільки доцент їде до Лондона, де він отримав місячну стипендію на навчання.

## Акторський склад
- Ґражина Блецька-Кольська — Кася Завада
- Даріуш Сятковський — Павел Завада
- Фердинанд Матисік — Ян Завада, батько Павела
- Анна Мілевська — пані Завада, матір Павела
- Здзіслав Вардейн — Мар'ян Воланський
- Ева Каспшик — Барбара Воланська
- Малґожата Лорентович — бабця Воланська
- Ірена Маларчик — колежанка бабці Воланської
- Мацей Котерський — Пйотрусь Воланський, син Барбари та Мар'яна Воланських
- Катажина Ланєвська — Марія Сольська, матір Касі
- Єжи Турек — Зенон Сольський
- Віктор Зборовський — староста Зиґмунт Мацеяк, давній очільник ґміни
- Збіґнєв Бучковський — репортер «Нового Села»
- Йоланта Новак-Пун — Пауліна, колежанка Павела
- Станіслава Целінська — Зоф'я Ґождзікова, сусідка Завадів
- Павел Новіш — Юзеф Ґождзік, сусід Завадів
- Йоланта Чаплінська — сусдіка Сольської
- Єжи Роґальський — Сташек Коласа
- Ева Судакевич — Ванда
- Кристина Ткач — пані Малінякова
- Казімера Утрата-Люштіґ — пані Косткова
- Мєчислав Яновський — митник
- Ельжбета Яґельська — селянка

## Фільмування
Більшість сцен було знято в селі Нове Ренчає та в Рощеп, а також у Варшаві та на залізничній станції «Єжевиці».